# Mayastele

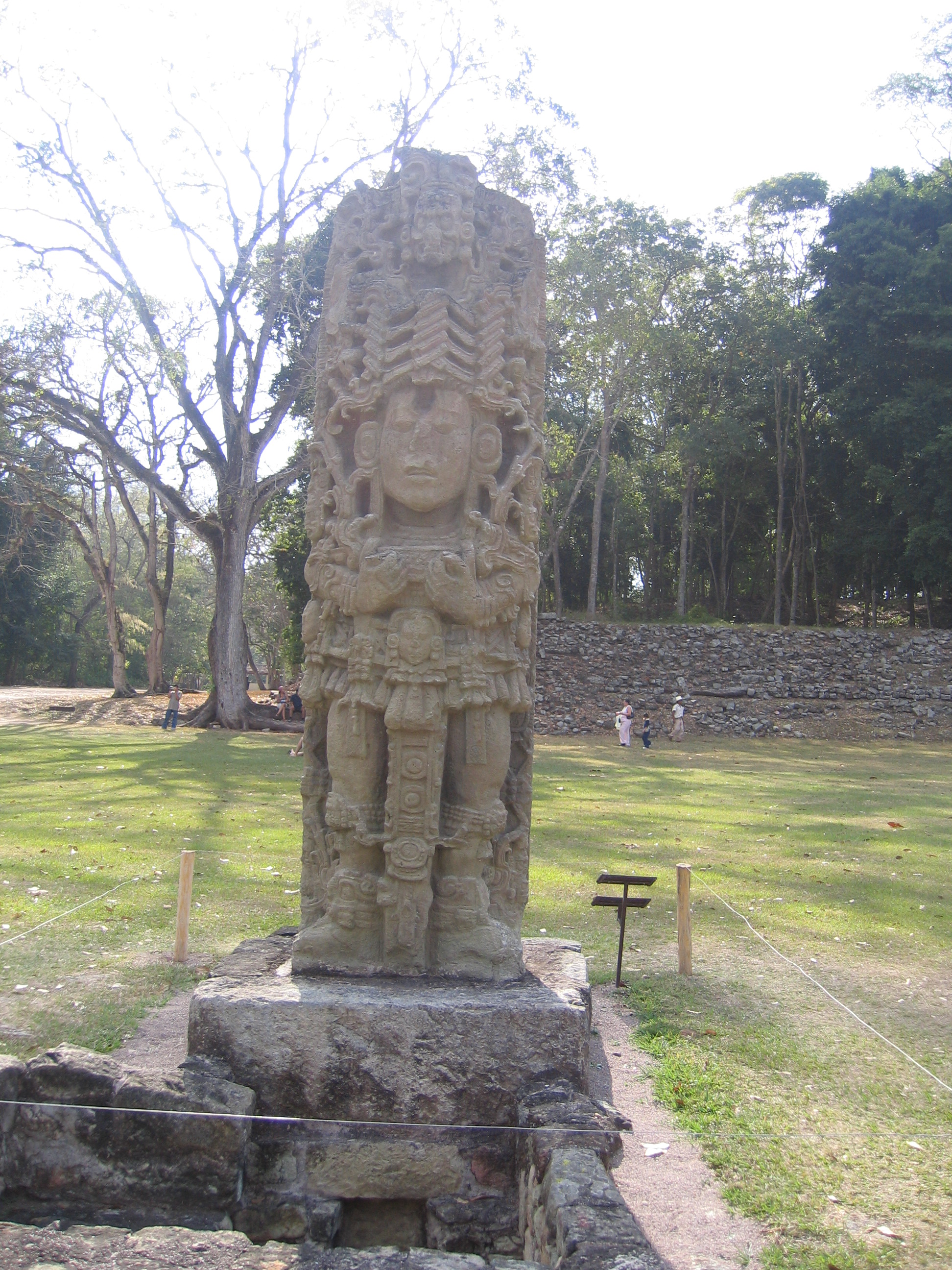
Een Mayastele op de site van Copán.

Mayasteles zijn monumenten die werden gevormd door de Maya-beschaving van het oude Meso-Amerika. Ze bestaan uit hautreliëf stenen schachten. Ze worden vaak geassocieerd met lage ronde stenen aangeduid als altaren, hoewel hun eigenlijke functie niet zeker is.
Veel steles werden gebeeldhouwd in bas-reliëf, alhoewel er ook zonder reliëf zijn te vinden verspreid over de Mayaregio. Het beeldhouwen van deze monumenten verspreidde zich over het Mayagebied tijdens de klassieke periode (250-900 AD) uit de Meso-Amerikaanse geschiedenis. De vroegste gedateerde stele is gevonden in situ in het Maya laagland in de grote stad Tikal in Guatemala. Tijdens de klassieke periode stelde bijna elke Maya-koninkrijk in de zuidelijke laaglanden steles op in haar ceremoniële centrum.